# Pampus chinensis
Pampus chinensis és una espècie de peix marí pertanyent a la família dels estromatèids i a l'ordre dels perciformes.

## Descripció
Fa 40 cm de llargària màxima, tot i que el més normal és que en faci 20. Cos ferm, comprimit, de grisenc a marronós al dors, argentat als flancs i amb taques fosques. Aletes d'argentades a grisenques. Cap espina i 43-50 radis tous a l'única aleta dorsal i 39-42 radis tous a l'anal. 24-27 radis tous a les aletes pectorals. 33 vèrtebres. Peduncle caudal curt i força comprimit. Musell rom i arrodonit. Ulls petits i molt més curts que el musell. Boca petita, subterminal, corbada cap avall a la zona posterior i sense arribar al marge anterior de l'ull. Mandíbula superior recoberta de pell, unida al cap i sense mobilitat. Dents diminutes i en una única sèrie. Membranes branquials unides al ventre. Obertura branquial curta i amb el seu marge inferior lleugerament per sota de la base de les aletes pectorals. Escates molt petites, cicloides i amb prou feines estenent-se sobre la base de les aletes. Presenta una mena d'àrea nua al cap i el clatell, amb una xarxa ben definida de canals sensorials longitudinals, la qual no s'estén per sobre de la base de les aletes pectorals. Línia lateral contínua, alta i arribant al peduncle caudal.

## Reproducció
És externa.

## Alimentació
Es nodreix de ctenòfors, peixos, meduses, zooplàncton i petits animals bentònics, i el seu nivell tròfic és de 3,57.

## Hàbitat i distribució geogràfica
És un peix marí i d'aigua salabrosa (pot entrar als estuaris), bentopelàgic (a partir dels 10 m de fondària), amfídrom i de clima tropical (32°N-3°S), el qual viu a la conca Indo-Pacífica: des del golf Pèrsic fins a l'est d'Indonèsia i el nord del Japó (sense arribar a Austràlia ni Nova Guinea), incloent-hi l'Índic, la mar d'Aràbia, l'Índia -incloent-hi les illes Andaman-, Sri Lanka, la badia de Bengala, Bangladesh, Singapur, el golf de Siam, Tailàndia, Cambodja, Malàisia, la mar de Banda, les illes Filipines, la mar de Sulu, la mar de Cèlebes, Hong Kong, el mar de la Xina Oriental, el mar de la Xina Meridional, la mar Groga, Taiwan -incloent-hi les illes Pescadors- i el Pacífic.

## Observacions
És inofensiu per als humans, venut fresc als mercats, de comportament solitari o formant bancs sobre fons fangosos i el seu índex de vulnerabilitat és baix (24 de 100).